# Cerkev sv. Janeza Krstnika, Štorje
Cerkev sv. Janeza Krstnika v Štorjah pri Sežani je podružnična cerkev nekdanje župnije Povir, sedaj pa je del župnije Sežana.
Enoladijska neoklasicistična cerkev s polkrožnim prezbiterijem in zvonikom ob stičišču ladje in prezbiterija je bila zgrajena v letih 1848-1852 na mestu starejše cerkve. Obdana je z obzidjem kot ostanki protiturškega tabora. Lesena in kamnita oprema izhaja iz istega časa.